# Nobushige Tabata
Nobushige Tabata (田端 信成 Tabata Nobushige?), född 9 april 1989 i Chiba prefektur, är en japansk fotbollsspelare.
Tabata började sin karriär 2012 i Sagawa Printing Kyoto. 2015 flyttade han till Grulla Morioka. Efter Grulla Morioka spelade han för Renofa Yamaguchi FC. Han avslutade karriären 2016.